# Население Астаны
Численность населения Астаны на 1 октября 2023 года составила 1 409 497 жителей.

## Динамика численности населения
| Численность населения на начало года | Численность населения на начало года | Численность населения на начало года | Численность населения на начало года | Численность населения на начало года | Численность населения на начало года | Численность населения на начало года | Численность населения на начало года | Численность населения на начало года | Численность населения на начало года | Численность населения на начало года | Численность населения на начало года | Численность населения на начало года | Численность населения на начало года |
| 1945                                 | 1989                                 | 1992                                 | 1993                                 | 1994                                 | 1995                                 | 1996                                 | 1997                                 | 1998                                 | 1999                                 | 2000                                 | 2001                                 | 2002                                 | 2003                                 |
| ------------------------------------ | ------------------------------------ | ------------------------------------ | ------------------------------------ | ------------------------------------ | ------------------------------------ | ------------------------------------ | ------------------------------------ | ------------------------------------ | ------------------------------------ | ------------------------------------ | ------------------------------------ | ------------------------------------ | ------------------------------------ |
| 69 400                               | ↗281 252                             | ↗298 700                             | ↘292 200                             | ↗294 600                             | ↘293 200                             | ↘289 700                             | ↘287 200                             | ↗300 500                             | ↗326 900                             | ↗381 000                             | ↗440 200                             | ↗493 100                             | ↗501 998                             |
| 2004                                 | 2005                                 | 2006                                 | 2007                                 | 2008                                 | 2009                                 | 2010                                 | 2011                                 | 2012                                 | 2013                                 | 2014                                 | 2015                                 | 2016                                 | 2017                                 |
| ↗510 533                             | ↗529 335                             | ↗550 438                             | ↗574 448                             | ↗602 684                             | ↗605 254                             | ↗649 146                             | ↗697 156                             | ↗742 884                             | ↗778 198                             | ↗814 435                             | ↗852 882                             | ↗872 655                             | ↗972 672                             |
| 2018                                 | 2019                                 | 2020                                 | 2021                                 | 2022                                 | 2023                                 | 2024                                 | 2025                                 |                                      |                                      |                                      |                                      |                                      |                                      |
| ↗1 032 475                           | ↗1 078 384                           | ↗1 136 156                           | ↗1 184 411                           | ↗1 239 744                           | ↗1 354 556                           | ↗1 511 807                           | ↗1 551 213                           |                                      |                                      |                                      |                                      |                                      |                                      |

Население Астаны значительно возросло с момента основания города в 1830 году, отличаясь разнообразием демографических тенденций на протяжении десятилетий. Освоение целины привело к быстрому росту населения города. Затем рост замедлился и даже сменился естественной и миграционной убылью населения в начале 1990-х годов. В конце ХХ — начале XXI веков город резко вошёл в фазу стремительного роста населения. Главную роль в этом процессе сыграл перенос столицы Казахстана из Алма-Аты в Акмолу (современная Астана) в 1997 году. С тех пор население города растёт как за счёт естественного, так и миграционного прироста (в основном, за счёт миграции казахов из сельских регионов республики (преимущественно Акмолинская и Южно-Казахстанская области)). Последнее связано с резкими изменениями национального состава города. Национальный состав города, отличавшийся достаточно стабильным преобладанием русского этноса до конца XX века, находился в активной переходной фазе в период между 1989—1999 гг., и в настоящее время характеризуется абсолютным преобладанием этнических казахов (63 % по переписи 2009 года) Также, с конца 1990-х годов языковая среда города трансформировалась из почти исключительно русскоязычной в двуязычную.

### Достижение численности населения 1 миллион
Численность населения города, по данным Казстата, на 1 мая 2016 года составляла 880 191 человека, при этом за январь-апрель 2016 года наблюдалась небольшая миграционная убыль населения (112 человек), весь прирост населения города за этот период формировался за счёт естественного прироста (7 684 человека). Однако 4 июля 2016 года было официально объявлено о том, что родился миллионный житель Астаны, о чём сообщил акимат города, а также президент Казахстана Нурсултан Назарбаев (ранее президент Казахстана предполагал, что миллионная отметка численности населения Астаны будет достигнута в 2017 году перед открытием ЭКСПО-2017). Резкий прирост численности населения Астаны городской акимат объяснил тем, что в первом полугодии 2016 года было на миграционный учёт поставлено 61,3 тыс. человек, кроме того на базовую численность населения города, по мнению акимата, оказали влияние результаты проведённого в период подготовки внеочередных выборов президента (25 апреля 2015 года) и Мажилиса парламента (20 марта 2016 года) подомового и поквартирного обхода. Акимат Астаны сообщил, что население города, с учётом перечисленных факторов прироста, на 1 июля 2016 года составило 999 780 человек, в том числе 286,07 тыс. детей школьного и дошкольного возраста, а также 713,71 тыс. взрослых. Тем не менее Центральная избирательная комиссия Республики Казахстан приводит численность избирателей (взрослого населения города) существенно ниже указанных оценок: во внеочередных выборах депутатов Мажилиса парламента Республики Казахстан шестого созыва 20 марта 2016 года в городе Астане приняли участие 308,8 тыс. человек, то есть 73,78 % общего числа избирателей, которое составило 418,5 тыс. человек, что примерно на 0,3 млн человек ниже оценок, данных акимом города. Начиная с июня 2016 года статистические органы КазСтата приостановили публикацию оценки численности населения регионов Казахстана и страны в целом, так согласно графику публикации данных оценка численности населения страны и её регионов должна была быть опубликована на 43 день после окончания каждого квартала, ежемесячные оценки численности населения страны в целом должны публиковаться на 35 день после окончания текущего месяца.
Тем не менее в публикации регионального отделения КазСтата по городу Астане «Социально-экономическое развитие города Астаны» (Астана — бывшее название Нур-Султана, выпуск за сентябрь 2016 года, том 1) приведены показатели числа совершённых в августе 2016 года преступлений (2713) и в расчёте на 10 тысяч жителей — 46, что указывает, что КазСтатом при данном расчёте численность населения Астаны на август 2016 года была принята в размере около 600 тысяч жителей. Там же приведены статистические данные о том, что число занятых наёмным трудом на предприятиях Астаны с численностью свыше 50 человек и малых государственных бюджетных учреждениях, банках, страховых организациях, общественных объединениях и фондах (1—50 человек) составляла всего 276 тысяч человек. В то же самое время согласно обследованию занятости населения в экономике города Астаны в 3 квартале 2016 года всего были заняты 466,3 тысяч человек, среди них наёмных работников было 442,5 тысячи человек.
Год спустя, 5 июня 2017 года, вице-министр Министерства национальной экономики Казахстана (в чьём ведении находится Казстат) разъяснил, что данные о населении, которые должны были публиковаться каждый месяц, не публиковались по причине того, что производился переход к онлайновому счётчику населения страны, с июля 2017 года этот счётчик должен был вступить в работу и тогда же возобновлена публикация ежемесячных сводок численности населения страны. После возобновления публикации данных о численности населения регионов Казахстана стало ясно, что даже после изменения методики статистического учёта населения, Казстат не подтвердил официальную дату достижения численности населения 1 миллион, так как по данным Казстата даже через полгода население Астаны составляло 972 672 человека (на 1 января 2017 года) и превысило 1 миллион лишь к июню 2017 года, когда составило 1 002 874 жителей. На 1 июля 2017 года население города (исчисленное по новой методике) составило 1 006 574 жителей. По заявлению акима Астаны Асет Исекешева реальную цифру населения Астаны помогла установить процедура временной регистрации:
| Национальный состав, оценка 2019 | Национальный состав, оценка 2019 | Национальный состав, оценка 2019 | Национальный состав, оценка 2019 | Национальный состав, оценка 2019 |
| -------------------------------- | -------------------------------- | -------------------------------- | -------------------------------- | -------------------------------- |
| казахи                           |                                  |                                  | 79.0 %                           |                                  |
| русские                          |                                  |                                  | 12.9 %                           |                                  |
| украинцы                         |                                  |                                  | 1.3 %                            |                                  |
| татары                           |                                  |                                  | 1.1 %                            |                                  |
| узбеки                           |                                  |                                  | 1.0 %                            |                                  |
| немцы                            |                                  |                                  | 0.9 %                            |                                  |
| другие                           |                                  |                                  | 3.9 %                            |                                  |

| Национальный состав, перепись 2009 | Национальный состав, перепись 2009 | Национальный состав, перепись 2009 | Национальный состав, перепись 2009 | Национальный состав, перепись 2009 |
| ---------------------------------- | ---------------------------------- | ---------------------------------- | ---------------------------------- | ---------------------------------- |
| казахи                             |                                    |                                    | 69.38 %                            |                                    |
| русские                            |                                    |                                    | 19.9 %                             |                                    |
| украинцы                           |                                    |                                    | 2.1 %                              |                                    |
| татары                             |                                    |                                    | 1.5 %                              |                                    |
| узбеки                             |                                    |                                    | 1.2 %                              |                                    |
| немцы                              |                                    |                                    | 1.1 %                              |                                    |
| другие                             |                                    |                                    | 4.8 %                              |                                    |

| Национальный состав, перепись 1999 | Национальный состав, перепись 1999 | Национальный состав, перепись 1999 | Национальный состав, перепись 1999 | Национальный состав, перепись 1999 |
| ---------------------------------- | ---------------------------------- | ---------------------------------- | ---------------------------------- | ---------------------------------- |
| казахи                             |                                    |                                    | 41.8 %                             |                                    |
| русские                            |                                    |                                    | 40.6 %                             |                                    |
| украинцы                           |                                    |                                    | 5.7 %                              |                                    |
| немцы                              |                                    |                                    | 3.0 %                              |                                    |
| татары                             |                                    |                                    | 2.6 %                              |                                    |
| другие                             |                                    |                                    | 6.3 %                              |                                    |

| Национальный состав, перепись 1989 | Национальный состав, перепись 1989 | Национальный состав, перепись 1989 | Национальный состав, перепись 1989 | Национальный состав, перепись 1989 |
| ---------------------------------- | ---------------------------------- | ---------------------------------- | ---------------------------------- | ---------------------------------- |
| русские                            |                                    |                                    | 54.1 %                             |                                    |
| казахи                             |                                    |                                    | 17.7 %                             |                                    |
| украинцы                           |                                    |                                    | 9.3 %                              |                                    |
| немцы                              |                                    |                                    | 6.7 %                              |                                    |
| татары                             |                                    |                                    | 3.3 %                              |                                    |
| другие                             |                                    |                                    | 8.9 %                              |                                    |

"У нас официально зарегистрировано постоянно миллион десять тысяч человек, временно зарегистрировано 205 тысяч человек. Можно сказать, что в городе постоянно живет как минимум миллион сто - миллион сто пятьдесят тысяч человек, по нашим расчетам… Многие задавались вопросом, как за один год появился миллион населения, когда было 860 тысяч, а стал миллион. На самом деле, многие люди, которые сюда переезжают, не были зарегистрированы. А до сих пор числились там, в Жамбыле, Петропавловске, Караганде. Та модель регистрации, которая была утверждена правительством, позволила выявить нам реальную цифру"
Президент Казахстана в декабре 2016 года заявил, что к 2050 году предполагается, что население Астаны составит 3 миллиона жителей (12 % населения страны).
Стремление городских властей форсировать достижение городом статистического порога в 1 миллион жителей не является уникальным на постсоветском пространстве. Известно, что в январе 2012 года акимат города Шымкента на основании сверки домовых книг уже заявлял, что население города составляло 1,2 миллиона человек, тогда как официальная численность населения, публикуемая КазСтатом, составляла 662 тысячи жителей. В начале 2016 года мэрия российского города Краснодара также подвергла сомнению официально публикуемые статистические данные о численности населения этого города, заявив, что численности населения Краснодара должна быть на 300 тысяч выше «если взять данные полиции, медиков и пенсионного фонда».

## Национальный состав
Национальный состав города подвергся резкой трансформации за очень короткий период за счёт быстрой урбанизации казахов, доля которых увеличилась с 17 % по переписи населения 1989 года до 69 % по переписи 2009 года. Примечательно, что в 2009 г. доля казахов в городе (69%) была значительно выше их доли в Акмолинской области (47%).
|               | 1989    | %       | 1999    | %       | 2009    | %       | 2017    | %       | 2018    | %       | 2019    | %       |
| ------------- | ------- | ------- | ------- | ------- | ------- | ------- | ------- | ------- | ------- | ------- | ------- | ------- |
| всего         | 281 252 | 100,00% | 319 324 | 100,00% | 613 006 | 100,00% | 972 672 | 100,00% | 1030577 | 100,00% | 1078384 | 100,00% |
| Казахи        | 49 798  | 17,71%  | 133 585 | 41,83%  | 425 298 | 69,38%  | 750 946 | 77,20%  | 805718  | 78,18%  | 851991  | 79,01%  |
| Русские       | 152 147 | 54,10%  | 129 480 | 40,55%  | 122 215 | 19,94%  | 137 333 | 14,12%  | 138175  | 13,41%  | 138530  | 12,85%  |
| Украинцы      | 26 054  | 9,26%   | 18 070  | 5,66%   | 12 783  | 2,09%   | 14 127  | 1,45%   | 14176   | 1,38%   | 14186   | 1,32%   |
| Татары        | 9 339   | 3,32%   | 8 286   | 2,59%   | 8 970   | 1,46%   | 11 299  | 1,16%   | 11624   | 1,13%   | 11949   | 1,11%   |
| Узбеки        | 640     | 0,23%   | 429     | 0,13%   | 7 186   | 1,17%   | 10 238  | 1,05%   | 10642   | 1,03%   | 10581   | 0,98%   |
| Немцы         | 18 913  | 6,72%   | 9 591   | 3,00%   | 6 916   | 1,13%   | 9 059   | 0,93%   | 9243    | 0,90%   | 9300    | 0,86%   |
| Корейцы       | 1 329   | 0,47%   | 2 028   | 0,64%   | 4 172   | 0,68%   | 6 224   | 0,64%   | 6549    | 0,64%   | 6708    | 0,62%   |
| Киргизы       | 94      | 0,03%   | 196     | 0,06%   | 2 567   | 0,42%   | 4 506   | 0,46%   | 4741    | 0,46%   | 4985    | 0,46%   |
| Белорусы      | 8 220   | 2,92%   | 5 761   | 1,80%   | 3 752   | 0,61%   | 4 034   | 0,41%   | 4052    | 0,39%   | 4052    | 0,38%   |
| Азербайджанцы | 997     | 0,35%   | 902     | 0,28%   | 2 618   | 0,43%   | 3 696   | 0,38%   | 3811    | 0,37%   | 3911    | 0,36%   |
| Поляки        | 2 412   | 0,98%   | 2 537   | 0,79%   | 2 179   | 0,36%   | 2 685   | 0,28%   | 2687    | 0,26%   | 2673    | 0,25%   |
| Ингуши        | 2 311   | 0,67%   | 1 822   | 0,57%   | 2 129   | 0,35%   | 2 590   | 0,27%   | 2642    | 0,26%   | 2676    | 0,25%   |
| Чеченцы       | 514     | 0,18%   | 752     | 0,24%   | 951     | 0,16%   | 1 269   | 0,13%   | 1328    | 0,13%   | 1351    | 0,13%   |
| Уйгуры        | 53      | 0,02%   | 161     | 0,05%   | 689     | 0,11%   | 1 210   | 0,12%   | 1315    | 0,13%   | 1375    | 0,13%   |
| Башкиры       | 1 187   | 0,42%   | 870     | 0,27%   | 925     | 0,15%   | 1 159   | 0,12%   | 1217    | 0,12%   | 1235    | 0,11%   |
| Армяне        | 814     | 0,29%   | 576     | 0,18%   | 946     | 0,15%   | 1 174   | 0,12%   | 1204    | 0,12%   | 1224    | 0,11%   |
| Молдаване     | 1 004   | 0,36%   | 629     | 0,20%   | 621     | 0,10%   | 772     | 0,08%   | 783     | 0,08%   | 799     | 0,07%   |
| другие        | 5 498   | 1,64%   | 3 649   | 0,83%   | 8 089   | 1,32%   | 10 371  | 1,07%   | 10670   | 1,04%   | 10858   | 1,00%   |